# Micaelamys
Genre
Micaelamys est un genre africain de rongeurs de la sous-famille des Murinés.

## Liste des espèces
Ce genre comprend les espèces suivantes :
- Micaelamys granti (Wroughton, 1908)
- Micaelamys namaquensis (A. Smith, 1834)